# NGC 5155
NGC 5155 est une association stellaire situé dans la constellation du Centaure. Elle a été découverte par l'astronome britannique John Herschel en 1835.

Le professeur Seligman ainsi que Wolfgang Steinicke décrivent ce groupe d'étoile comme un nuage stellaire (en). Techniquement, un nuage stellaire n'est pas un amas ouvert. Il est constitué de grands groupes d'étoiles répartis sur de très nombreuses années-lumière et il peut contenir des amas ouverts.